# 디지틀조선
디지틀조선일보(Digital Chosun Inc.)는 옥외전광판인 시티비전, SNS기반의 디조TV,  인터넷매체인 디조닷컴, CTS/SI사업, 온/오프라인 교육 (캐나다문화어학원, 조선닷컴교육센터, 국제교육센터), ETS 공식토플모의고사 (TPO), 솔루션공급유통 (상포), 제휴프로모션 및 홍보대행 등을 운영하는 기업이다.

## 역사
조선일보는 사내의 인터넷 미디어를 담당하는 부서를 독립적 법인화 한 디지틀조선일보는 1995년 10월 2일 설립되었으며, 1997년 8월 코스닥 시장에 상장되었다.